# Hongkong Post
Hongkong Post är ett företag baserat i Hongkong. Företaget grundades 1841 av Royal Mail. Idag ägs företaget av Hongkong. Under kolonialtiden så tillverkade det också frimärken, då oftast med avbildningar på den brittiska regenten, eller med bokstäverna EIIR. Sedan överlämningen av Hongkong till Kina så står det Hongkong, Kina istället.
I april 2019 hade företaget 30 postkontor på Hongkongön, 35 i Kowloon och 56 i Nya territorierna.